# 道德自我许可
道德自我许可(英語：moral self-licensing, self-licensing, moral licensing, or licensing effect)，也称为自我许可、道德许可或许可效应，是社会心理学和市场营销中使用的一个术语，用于描述一种潜意识现象，即对一个人的自我形象或自我概念增强的信心和安全感，往往会使那个人较少担心随后的不道德行为的后果； 因此，更有可能做出不道德的选择和不道德的行为。

## 參见
- 道德
- 伦理学
- 心理学